# Dvorec Otmanje
Dvorec Otmanje (nemško Schloss Ottmanach) je dvorec v vasi Otmanje v trški občini Štalenska gora, Koroška, Avstrija.

## Zgodovina
Dvorec Otmanje ima prve začetke  v posesti – kraljevski hubi imenovani »Otmanica«, ki jo prvič omenja nemški cesar Oton II. v svoji listini iz leta 980, v kateri so naštete kraljeve posesti na Koroškem. Gospostvo je kasneje najti v listi gospostev Goriško - Tirolskih grofov in kasneje se znajde v lasti Šenka iz Ostrovice.
Wilhelm Wadl imensko navaja koseza Iunic ter njegova sinova Rapot in Pero med zgodovinskimi osebami, ki so povezani z zgodnjo zgodovino gradu, cerkve in vasi Otmanje.
Grad je prvič omenjen šele leta 1587, ko je bil v lasti Krištofa Mooshaimerja. Takrat je bilo Otmanje označeno kot plemiško prebivališče brez obrambnih funkcij. Lastniki so se odtlej pogosto menjavali: leta 1671 je bil v lasti plemenitega Moosheimba, ki je Otmanje prodal Henriku Albenburškemu. V tretji četrtini 18. stoletja je gradič in gospoščina pripadala baronu Francu Ivanu Gailberškemu. V tem času je bila zgradba dobila sedanji izgled, čeprav so še kasneje dograjevali. Leta 1891 je bil lastnik Otmanja Franc Sales Englhofer  in 1930 družina Bockelmann. Potomec izvorno nemške bankirske družine in sin grajskega upravitelja Otmanj Rudolf Bockelmann je bil skladatelj in pevec popevk Udo Jürgens, ki je na posestvu tudi odraščal. Leta 1957 je posest in gradič pridobila družina Bromovsky. Imetje je v funkciji kmetijstva in jahalnega športa ter namenjeno oddajanju za počitnikovanje.

## Arhitektura
Dvorec je velika dvonadstropna stavba na nepravilnem tlorisu v obliki kavlja. Krila so pokrita z visokimi dvokapnimi strehami. Fasade rumene barve so iz tretje četrtine 18. stoletja. Pritličje je ometano s pepelom in gravirano, v zgornjem nadstropju so sprednje stranice razdeljene s pilastri, ki imajo prečne kapitele. Okna z ometanimi okvirji in parapetnimi ploščami imajo okroglo obokane in lomljene strehe. Na ozko pravokotno dvorišče med severnim in južnim delom stavbe vodi okroglo obokan portal z obokanim ščitnikom. Rimska pokopališka plošča je zazidana v dvoriščno steno.
Vzhodno od gradu je velik skedenj z zidanimi prezračevalnimi odprtinami in še eno gospodarsko poslopje.
Grad obdaja velik vrt, ki ga omejuje parkovno obzidje. V terasastem parku je več kamnitih kipov.